# مقاطعة أرتشوليتا (كولورادو)
مقاطعة أرتشوليتا (بالإنجليزية: Archuleta County)‏ هي إحدى مقاطعات ولاية كولورادو في الولايات المتحدة الأمريكية.